# Compliance pulmonaire
La compliance pulmonaire (de l'anglais compliance) est la capacité du poumon à modifier son volume en réponse à une variation de pression. 
Elle peut entre autres s'exprimer en L/Pa, ml/mmHg, ml/cmH2O. C'est l'inverse de l'élastance. 
Elle caractérise la distensibilité : en effet, la compliance est d'autant plus haute que la pression nécessaire pour amener le poumon à un volume donné est modérée, selon la formule :
{\displaystyle C={\frac {\Delta V}{\Delta P}}}
La compliance pulmonaire n'est pas constante mais varie selon une courbe à double point d'inflexion. En effet, elle est faible lorsque le poumon est peu « gonflé » (atélectasie), grande lorsque le poumon est « normalement » gonflé, et de nouveau faible lorsque le poumon est surdistendu.
La diminution de la compliance pulmonaire signifie qu’il faudra exercer une différence de pression plus élevée pour développer le même volume courant qu’en cas de compliance normale. La diminution de la compliance provoque une augmentation du travail ventilatoire que le patient va essayer de compenser en diminuant son volume courant et en augmentant sa fréquence respiratoire.
Les fibroses pulmonaires épaississent la paroi du poumon, ce qui fait diminuer la compliance. À l'inverse, l'emphysème correspond à une destruction de la paroi des alvéoles pulmonaires, conduisant à une augmentation artéfactuelle de la compliance. Dans le cas des nouveau-nés grands prématurés, l'absence de surfactant due à l'immaturité des pneumocytes de type deux conduit à une diminution de la compliance et à un risque de détresse respiratoire.